# Vík í Mýrdal
Vík í Mýrdal, (dansk „Bugten ved den sumpede dal“) er en bygd med ca. 279 indbyggere (2007) i kommunen Mýrdalur i regionen Suðurland i Island. Bygden er Islands sydligste beboede sted og ligger ca. 10 km fra gletsjeren Mýrdalsjökull og ca. 187 km fra Reykjavík.
Vík fungerer som servicecenter for de omgivende bygder og for turister til gletsjeren Mýrdalsjökull og stranden Reynisdranga. Indbyggerne lever overvejende af handel og turisme. Foruden en god forsyningsstruktur har byen hoteller, vandrerhjem, campingplads og en uldfabrik med lagersalg. Vík í Mýrdal er en af de få islandske kystbyer som ikke har sin egen havn. Kirken ligger på en bakke og har gennem århundreder været byens vartegn.

## Historie
På grund af sin afsides beliggenhed var Vík og omegn en af Islands fattigste egne. De fleste gårde var kongelig ejendom. De selvejende landmænd var på grund vulkanudbrud, der ofte ødelagde deres marker og gårde meget fattige.
Efter at Vík i 1887 fik sine handelsrettigheder blev forsyningssituationen også forbedret i naboområderne.
I nærheden af Vík, blev der i 1964 og 1965 fra en mobil afskydningsrampe affyret fire franske Dragon raketter med fire små ubemandede rumfartøjer (sonder) med måleinstrumenter. Sondernes formål var at studere Van Allen-bælterne.

## Faren fra Katla
Vík ligger nedenfor Mýrdalsjökull som selv ligger på toppen af vulkanen Katla, som kan være meget aktiv. De lokale indbyggere frygter at et nyt udbrud kan udløse en enorm bølge fra gletsjeren, som kan være stor nok til at udslette hele landsbyen. Kirken i Vík, som ligger oppe på et højdedrag, er den eneste bygning hvor indbyggerne kan være i sikkerhed.

## Turisme
Vík ligger ved havet, omgivet af grønne enge, sorte sandstrande, bjerghuler og blandt andet basaltstensøjlerne Reynisdrangar, „Skessudrangur“, „Laddrangur“ og „Langhamar“, som sagnet beskriver som trolde. Den højeste af dem er på 66 meter. Havet ud for Vík kan være stormfuldt, og på stranden er der et monument over alle de sømænd som mistede livet på det stormfulde hav udenfor.
Det amerikanske tidsskrift "Islands Magazine" udnævnte 1991 stranden til en af verdens smukkeste.
Fra det i nærheden 340 m høje Reynisfjall, kan man i juni og juli observere de store kolonier af lunder og mallemukker som ruger på klipperne

## Billedgalleri
- Vík
- Stranden Reynisdranga
- Basaltsøjler
- Lunde